# 北志賀高原
北志賀高原（きたしがこうげん）は、長野県下高井郡山ノ内町の北西部に広がる高原。
北志賀高原は志賀高原には含まれない。

## 観光
- 冬期のスキーが主な観光資源となっている。
- 冬季以外でも可能な観光として、トレッキングや遊歩道のコースが整備されている。[1]
- 水芭蕉の群生地となっているアワラ湿原と竜王山頂湿原では、5～6月にかけて水芭蕉祭りが行われる。

### スキー場
- 竜王スキーパーク
- 高井富士スキー場
- よませ温泉スキー場
- 小丸山スキー場

### 温泉
- 北志賀温泉
- よませ天然温泉
- 竜王天然温泉

## 交通
- JR東日本長野駅・飯山駅から長電バスの急行バスが運行されている。（雪の季節にはバスの運休なども考えられる）
- 自動車の場合は上信越自動車道の信州中野インターチェンジを利用する。（約17km）